# Dobrica Ćosić
Dobrica Ćosić, född 29 december 1921 i Velika Drenova, död 18 maj 2014 i Belgrad i Serbien, var en serbisk författare och politiker.
Ćosić anslöt sig 1941 till partisanerna och blev politisk kommissarie i en partisanavdelning. Hans första roman, Daleko je sunce, gavs ut 1952. Han blev efterhand en regimkritiker och blev 1992 Förbundsrepubliken Jugoslaviens första president.